# Carpinus kawakamii
Carpinus kawakamii ist ein Baum aus der Gattung der Hainbuchen (Carpinus) mit braunen, kahlen oder spärlich behaarten Zweigen und anfangs spärlich behaarter Blattoberseite. Das natürliche Verbreitungsgebiet der Art liegt in Taiwan und China.

## Beschreibung

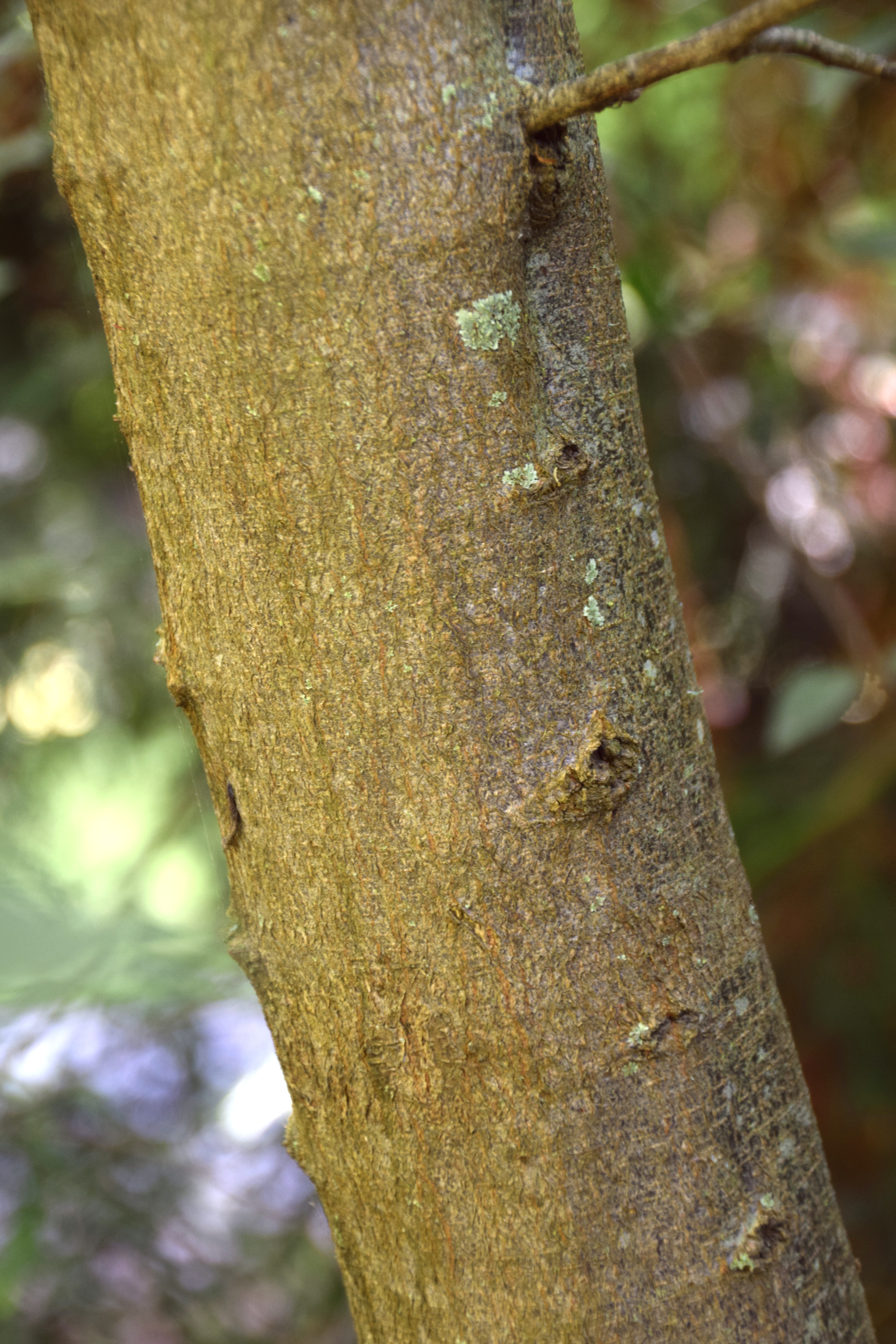
Rinde von Carpinus kawakamii

Carpinus kawakamii ist ein Baum mit dunkelgrauer Rinde. Die Zweige sind braun, kahl oder spärlich flaumig behaart. Die Laubblätter haben einen 0,8 bis 1,5 Zentimeter langen, spärlich flaumig behaarten Stiel. Die Blattspreite ist 4 bis 5 Zentimeter lang und 1,8 bis 2,5 Zentimeter breit, eiförmig-lanzettlich oder länglich-lanzettlich, zugespitzt bis geschwänzt, mit mehr oder weniger abgerundeter oder mehr oder weniger herzförmiger, manchmal schiefer Basis und einem regelmäßig doppelt gesägten, manchmal zur Blattspitze hin nur einfach gesägten Blattrand. Es werden zehn bis 15 Nervenpaare gebildet. Die Blattoberseite ist anfangs spärlich flaumig behaart und verkahlend, die Unterseite ist entlang den Blattadern spärlich zottig behaart.
Die weiblichen Blütenstände sind 4 bis 6 Zentimeter lang bei Durchmessern von 2 bis 2,5 Zentimetern. Die Blütenstandsachse ist etwa 1 Zentimeter lang und dicht flaumig behaart. Die Tragblätter sind 1,8 bis 2 Zentimeter lang, halb-eiförmig und zugespitzt. Die Blätter haben fünf Blattadern erster Ordnung, die netzartig angeordneten Adern sind hervorstehend. Der äußere Blattrand ist unregelmäßig grob gezähnt, der innere Teil ist gerade bis mehr oder weniger sichelförmig, ganzrandig mit einem eiförmigen, eingerollten basalen Lappen von 3 Millimeter Länge. Als Früchte werden etwa 3 Millimeter lange, breit eiförmige, spärlich mit Harzdrüsen besetzte, sechsfach gerippte Nüsschen mit dicht zottig behaarter Spitze gebildet. Carpinus kawakamii blüht von Mai bis Juni, die Früchte reifen von Juli bis August.

## Vorkommen und Standortansprüche
Das natürliche Verbreitungsgebiet liegt auf Taiwan und in der chinesischen Provinz Fujian. Dort wächst die Art in subtropischen Wäldern in 500 bis 2000 Metern Höhe.

## Systematik
Carpinus kawakamii ist eine Art aus der Gattung der Hainbuchen (Carpinus). Diese wird in der Familie der Birkengewächse (Betulaceae) der Unterfamilie der Haselnussgewächse (Coryloideae) zugeordnet. Die Art wurde 1913 von Hayata Bunzō erstmals wissenschaftlich beschrieben. Der Gattungsname Carpinus stammt aus dem Lateinischen und wurde schon von den Römern für die Hainbuche verwendet.
Man kann zwei Varietäten unterscheiden:
- Carpinus kawakamii var. kawakamii: Sie kommt in der chinesischen Provinz Fujian und in Taiwan vor.[4]
- Carpinus kawakamii var. minutiserrata (Hayata) S.S.Ying: Sie kommt in Taiwan vor.[4]

## Nachweise